# Цареградский, Валентин Александрович
Валенти́н Алекса́ндрович Царегра́дский (1902—1990) — советский геолог и государственный деятель. Начальник Геологоразведочного управления и заместитель начальника Главного управления строительства на Дальнем Севере НКВД СССР (Дальстроя). Герой Социалистического Труда.

## Биография
Родился 11 (24 июля) 1902 года в селе Никольское-на-Черемшане Самарской губернии (ныне Мелекесский район, Ульяновская область) в семье потомственных педагогов.

### Образование
Воспитывался у бабушки с дедушкой в Никольском, здесь окончил начальную земскую школу. С 1912 по 1919 годы получал среднее образование, обучаясь в бывшем реальном училище, а после 1917 года — единой трудовой школе второй ступени в городе Ставрополе (с 1964 года — Тольятти). В 1920 году окончил Самарский высший электротехнический строительный техникум.
В том же году, на отлично сдав экзамены, Цареградский поступил в Петроградский горный институт на геолого-разведочный факультет.
В 1928 году после окончания института в степени горного инженера, принял участие в Первой геологоразведочной экспедиции на Колыму, организованной трестом Союззолото совместно с Институтом цветных металлов ВСНХ СССР и АН СССР. Возглавлял экспедицию его однокашник — Юрий Александрович Билибин. В июле 1928 года экспедиция высадилась на мысу Нюкля недалеко от поселка Ола на побережье Тауйской губы Охотского моря. В устье реки Магаданки геологи разбили базу. С этого времени жизнь Цареградского на многие годы была неразрывно связана с Колымским краем.
В январе 1929 года экспедиция перебазировалась в долину Среднекана и обнаружила несколько золотых россыпей.
В 1930—1931 годах — начальник Второй Колымской, а в 1933—1935 годах — Третьей Колымской экспедиций. В 1936—1937 годах — руководитель группы по обработке материалов, главный геолог Главного управления треста Дальстрой. В 1937—1938 годах возглавлял Индигирскую экспедицию. Экспедиции под руководством Цареградского подтвердили возможность и необходимость промышленного освоения огромной территории. В это время здесь были открыты многие месторождения золота, олова, редких металлов.
В 1938 году В. А. Цареградский был назначен начальником отдела в геологоразведочном управлении.
С ноября 1940 года назначен начальником Геологоразведочного управления Дальстроя. Руководил геологической службой более 15 лет. За этот период была сформирована большая разветвлённая геологическая служба, ведущая сложные исследования в бассейнах Колымы, Яны, Индигирки, Лены, на территории Чукотки. Одновременно создавались специальные научно-исследовательские отделы и лаборатории, послужившие фундаментами будущих научно-исследовательских институтов.
В 1945 году коллективом геологов геологоразведочного управления «Дальстроя» под редакцией В. А. Цареградского были составлены первые обзорные геологические карты Северо-Востока. Они позволили целенаправленнее организовать геологопоисковые работы и в конечном итоге привели к открытию многих месторождений разнообразных полезных ископаемых Северо-Востока.
Организаторская работа не отдалила Цареградского от собственно геологической и научной деятельности. Совместно с академиком Cергеем Cергеевичем Смирновым написал ряд отчётов и научных работ.
С января 1948 года В. А. Цареградский — начальник Геологоразведочного управления и заместитель начальника Дальстроя МВД СССР по геологоразведке. Генерал-майор инженерно-технической службы (1945)
В 1953 году Дальстрой был передан из МВД СССР в Министерство металлургической промышленности СССР, и в 1954 году В. А. Цареградский уволен в запас.
В июне 1955 года вышел на пенсию.
В дни празднования 50-летия Первой колымской экспедиции в июле 1978 года В. А. Цареградский обратился к молодым северянам с такими словами:

«Мы пришли сюда молодыми, мы отдали этому краю лучшие свои годы и нисколько не жалеем об этом, потому что мы были здесь счастливы, потому что труд наш был захватывающе интересным и созидательным…»
В 1961—1972 годах работал геологом в Казахстане. В 1972 году защитил диссертацию кандидата геолого-минералогических наук по теме: Закономерности изменения геофизических характеристик интрузивных пород Восточного Казахстана в зависимости от глубинных геологических условий.
Умер 5 августа 1990 года. Похоронен в Москве на Химкинском кладбище.

## Награды и премии
- Герой Социалистического Труда (Указ Президиума Верховного Совета СССР от 20 января 1944 года) — за особые заслуги в деле промышленного освоения Дальнего Севера и обеспечение в трудных условиях военного времени успешного выполнения планов добычи редких и цветных металлов[3][4]
- два ордена Ленина (11 января 1941, 20 января 1944)
- два ордена Трудового Красного Знамени (22 марта 1935, 17 января 1943)
- орден Красной Звезды (24 февраля 1945)
- орден «Знак Почёта» (1 февраля 1939)
- медали
- Сталинская премия первой степени (1946) — за открытие и исследование новых месторождений золота на Северо-Востоке СССР
- Почётный гражданин города Магадан (1969)
- Почётный разведчик недр (1987).

## Память
Именем ученого назван ледник в Момском районе Якутии в бассейне реки Буордах в горной системе хребта Черского, и один из видов моллюсков в юре Северо-Востока.
В честь 50-летия Первой колымской экспедиции на Ольском побережье на месте высадки её участников установлена стела, на которой высечено и имя В. А. Цареградского.
Именем Цареградского названы улицы в посёлке Хасын Магаданской области и в посёлке Усть-Нера в Якутии.

## Основные труды
- Цареградский В. А. Остатки мозазавров из Саратовской губ. в Уральской области // Изв. Геол. ком. 1926. Т. 45. № 5. С. 563—571 : табл.
- Цареградский В. А., Билибин Ю. А. Краткая характеристика золото-мышьяковых рудных месторождений Утинки, Оротукана и Среднекана. Ягодинская комплексная геологическая экспедиция, 1932. 20 с.
- Цареградский В. А. Детальное описание мозазавра Dollosaurus lutugini (Yakovlev, 1901) // Ежегодник Русского палеонтологического общества (1931—1933). 1935. Т. 10. С. 49-54.
- Смирнов С. С., Цареградский В. А. Металлогения Северо-Востока Азии // Международный геологический конгресс. 17 сессия. СССР. 1937: Тез. докладов. М.; Л.: ОНТИ, Гл. ред. горно-топл. и геол.-развед. лит., 1937. С. 208—209.
- Цареградский В. А. Оценка промышленной сырьевой базы Охотско-Колымского и Индигирского края: Прогнозные запасы металлов и каменного угля в этих районах: Направления геолого-поисковых, разведочных, горно-промышленных работ и дорожного строительства в связи с перспективами края для быстрейшего развития горной промышленности в крае // Обширная докладная записка с приложением карты полезных ископаемых, существующих дорог и необходимых для развития края. Магадан: Спецотдел Дальстроя НКВД СССР, 1937. (Рукопись по заданию Замнаркома НКВД СССР для тов. Сталина и ЦК ВКП(б)).
- Смирнов С. С., Цареградский В. А. Северо-Восток, его металлогения и оловоносность // Известия АН СССР. Серия геол. 1937. № 5. С. 863—892.
- Цареградский В. А. (Редактор) А. В. Зимин, В. А. Зимин, Ю. Н. Трушков. Геологическая карта части Колымско-Индигирского края. Масштаб: 1:1 000 000. Л.: Гострест Дальстрой, 1938. 1 л.
- Островский Г. К., Кечек Г. А., Цареградский В. А. Каменные строительные материалы в районах Хасыского, Аркагалинского, Эльгенского и Гижигинского угольных месторождений Колымского округа Хабаровского края. Магадан: Территориальный геолог. фонд, 1939. 48, [3] c.
- Цареградский В. А. Краткий геологический очерк Охотско-Колымского края. Магадан: Территориальный геолог. фонд, 1942. 122 с.
- Цареградский В. А. Новые данные о перми Северо-Востока СССР // Материалы по геологии и полезным ископаемым Северо-Востока СССР. № 1. Магадан: СВКНИИ, 1945. С. 25-46.
- Цареградский В. А. Закономерности изменения геофизических характеристик интрузивных пород Восточного Казахстана в зависимости от глубинных геологических условий: Автореферат диссертации на соискание ученой степени кандидата геолого-минералогических наук. Алма-Ата: Казахский политехнический ин-т им. В. И. Ленина, 1972. 20 с.
- Уразаев Б. М., Цареградский В. А. Проблемы изучения магнитных свойств разновозрастных интрузивов Казахстана // Вестник АН КазССР. 1972. № 2. С. 27-36.

#### Публицистика
Особое место занимают воспоминания В. А. Цареградского о Колымских экспедициях и о работе на должности главного геолога в Дальстрое:
- «Незабываемые годы. Из воспоминаний: к 20-летию со дня изучения природных богатств края», «Осуществленная мечта»
- Цареградский В. А. Дорога к золоту // Колыма. 1978. № 7/8. С. 21-25.
- Цареградский В. А. По экрану памяти: Воспоминания о Второй Колымской экспедиции 1930—1931 гг.: В 2 книгах.: Магадан: Магаданск. кн. изд-во: Кн. 1. 1980. 168 с.; Кн. 2. 1987. 190 с.